# اندری زاخاروف
اندری زاخاروف (اوکراینی: Андрій Олександрович Захаров؛ زادهٔ ۲۲ دسامبر ۱۹۶۸) بازیکن فوتبال اهل اوکراین است.